# Mixdorf
Mixdorf (dolnołuż. Mikošojce) – gmina w Niemczech, w kraju związkowym Brandenburgia, w powiecie Oder-Spree, wchodzi w skład Związku Gmin Schlaubetal. Leży w obrębie historycznej ziemi lubuskiej.
W miejscowości znajduje się zabytkowy kościół z XVIII w.

## Demografia
Wykres zmian populacji Mixdorf w granicach z 2020 r. od 1875 r.: